# 洛林 (加利福尼亞州)
洛林（英語：Loraine）是位於美國加利福尼亞州克恩縣的一個非建制地區。該地的面積和人口皆未知。

## 地理
洛林的座標為35°18′17″N 118°26′12″W / 35.30472°N 118.43667°W，而該地的平均海拔高度為814米（即2671英尺）。